# Sofia Black-D'Elia
Sofia Black-D'Elia (Clifton, 23 dicembre 1991) è un'attrice statunitense, principalmente conosciuta per l'interpretazione di Bailey Wells nella soap opera La valle dei pini e di Tea Marvelli nel remake statunitense del teen drama britannico Skins.

## Biografia e carriera
Sofia Black-D'Elia nasce a Clifton, nel New Jersey, il 23 dicembre del 1991, secondogenita dei due figli di Anthony V. D'Elia, un magistrato statunitense di origini italiane, giudice della Corte Suprema del New Jersey, e di Eleanor Black, una tipografa statunitense di origine ebraica. Ha un fratello maggiore, Kyle. Inizia a recitare a cinque anni, iscrivendosi alla classe di danza del teatro di Broadway. A diciassette anni è scritturata per il ruolo ricorrente di Bailey Wells nella soap opera La valle dei pini. Acquista notorietà nel 2010 interpretando una dei protagonisti, Tea Marvelli, nell'adattamento statunitense della serie Skins.
Nel 2011, oltre ad apparire nel videoclip di Hoodie Allen The Chase Is On, ottiene il ruolo di Mina nel film di Vicky Jewson Born of War, mentre nel 2012 appare nella sesta e ultima stagione di Gossip Girl, nella quale interpreta Sage Spence, figlia ribelle di Steve. Nel 2013 entra nel cast della miniserie TV in sette parti Criminal Justice e compare nel video ufficiale di If So degli Atlas Genius, mentre nel 2015 è coprotagonista nel film Project Almanac - Benvenuti a ieri.

## Filmografia

### Cinema
- Somewhere Road, regia di Ryan Sloan e Robert Spat – cortometraggio (2012)
- C'era una volta a New York (The Immigrant), regia di James Gray (2013)
- Born of War, regia di Vicky Jewson (2013)
- Project Almanac - Benvenuti a ieri (Project Almanac), regia di Dean Israelite (2015)
- Ben-Hur, regia di Timur Bekmambetov (2016)
- Viral, regia di Henry Joost (2016)
- Tua per sempre (To All the Boys: Always and Forever, Lara Jean), regia di Michael Fimognari (2021)

### Televisione
- La valle dei pini (All My Children) – serial TV, 28 puntate (2009-2010)
- Skins – webserie, 3 episodi (2011)
- Skins – serie TV, 10 episodi (2011)
- Gossip Girl – serie TV, 9 episodi (2012)
- Tradimenti (Betrayal) – serie TV, 4 episodi (2013)
- Criminal Justice – miniserie TV (2014)
- The Messengers – serie TV, 13 episodi (2014)
- The Night Of – miniserie TV, 6 puntate (2016)
- The Mick – serie TV, 35 episodi (2017-2018)
- Your Honor – miniserie TV, 7 puntate (2020-2021)
- Single Drunk Female – serie TV, 10 puntate (2022-in corso)

## Doppiatrici italiane
Nelle versioni in italiano dei suoi lavori, Sofia Black-D'Elia è stata doppiata da:
- Eva Padoan in Skins, Gossip Girl, Your Honor, Single Drunk Female
- Veronica Puccio in Tradimenti, Ben-Hur
- Letizia Ciampa in The Night Of - Cos’è successo quella notte?, The Mick
- Ludovica Bebi in Project Almanac - Benvenuti a ieri
- Emanuela Ionica in The Promise
- Valentina Favazza in The Messengers